# Bernardo I de Baden-Baden
Bernardo I de Baden-Baden (em alemão:  Bernhard I. von Baden; 1364 – Baden-Baden, 5 de abril de 1431), foi um nobre alemão, pertencente à Casa de Zähringen, e que foi Marquês de Baden-Baden de 1372 até à sua morte.

## Biografia
Bernardo era o filho mais velho do marquês Rodolfo VI de Baden-Baden e de Matilde de Sponheim. Juntamente com o seu irmão Rodolfo VII concluiu um contrato de herança em 1380, de acordo com o qual a Marca poderia ser dividida apenas entre descendestes masculinos e durante as duas gerações seguintes. Após o acordo, Rodolfo governou as áreas meridionais de Ettlingen, passando por Rastatt até Baden-Baden; e Bernardo as áreas mais a norte á volta de Durlach e Pforzheim.
Mas em 1391, com a morte de Rodolfo VII sem descendência, todos os territórios passam a estar sob o governo de Bernardo I que, com a sua família, instala-se na fortaleza de Hohenbaden, nas colinas juntas da cidade termal de Baden-Baden. Durante o seu reinado ampliou o castelo com base na sua estrutura Gótica.
A 25 de julho de 1415, Bernardo I adquiriu a Marca de Baden-Hachberg por 80.000 florins renanos ao seu parente Otão II, o último marquês dessa linha colateral.
Durante ester tempo Bernardo teve inúmeras disputas com as cidades de Estrasburgo e de Espira, bem como com o rei Roberto I. O seu sucessor, o filho Jaime I continuou os trabalhos de expansão do castelo numa verdadeira fortaleza.

## Casamentos e descendência
A 22 de junho de 1368 foi contratado o casamento de Bernardo I com Margarida, filha única e herdeira do Conde Rodolfo III de Hohenberg. O casamento formal ocorreu dezasseis anos mais tarde, a 1 de setembro de 1384. O casal não teve descendência e acabou por se divorciar em 1391.
A 15 de setembro de 1397 foi obtida a necessária dispensa papal para o casamento entre Bernardo I e Ana, filha do Conde Luís XI de Oettingen, dado o grau de consanguinidade que unia os noivos. O casamento teve lugar a 27 de março de 1398. Deste casamento nasceram dez filhos:
1. Ana (Anna) (1399 – após 6 de dezembro de 1421), casou com Luís IV de Lichtenberg;
2. Beatriz (Beatrix) (1400 – 1452), que casou com o Conde Emich VI de Leiningen-Hartenburg.
3. Matilde (Matilde) (1401 – 1402);
4. Margarida (Margarete) (1404 – 1442), que casou com o Conde Adolfo II de Nassau-Wiesbaden-Idstein;
5. Jaime (Jakob) (1407 – 1453), que sucedeu ao pai como Margrave of Baden-Baden;
6. Inês (Agnes) (1408 – 1473), que casou com o Conde Gerardo VII de Holstein-Rendsburg e em segundas núpcias (secretamente) com Hans von Löwen;
7. Úrsula (Ursula) (1409 – 1429), casou em primeiras núpcias com o Conde Gottfried IX de Ziegenhain e, em segundas núpcias, com o Duque Ulrich II de Teck;
8. Bernardo (Bernhard) (1412 – 1424);
9. Brígida (Brigitte) (1416 – após 24 de julho de 1441), freira;
10. Rodolfo (Rudolph) (1417 – 1424).

Bernardo teve também dois filhos ilegítimos:
1. Bernardo (Bernhard), padre em Besigheim (entre 1422 e 1439) e Cónego na Catedral de Basileia em 1439.
2. Ana (Anna) (morreu antes de 12 de maio de 1449), casou com Paul Lutran von Ertrin, homem de leis em Pforzheim.